# Könčhog Jönlag
Könčhog Jönlag (1526–1583) byl tibetský buddhistický meditační mistr a učenec linie Kagjüpy – jedné ze čtyř hlavních škol tibetského buddhismu. Byl pátým Žamar rinpočhem.

## Život
Źamarpa Könčhog Jönlag se narodil v Gandänu Kongsaru, skromném obchodním místě v jižním Tibetu, severně od indické hranice.
Když byl osmý karmapa Mikjö Dordže v Cchari v Kongpu, sousední provincii Gandän Kongsaru, setkal se tam s dvouletým žamarpou. Pátý žamarpa obdržel při ceremonii přijetí útočiště jméno Könčhog Jönlag a svou červenou korunu. Zůstal u karmapy až do dvanácti let a přijal od něj zasvěcení Šesti nauk Náropy, Velké pečeti a mnoha jiných nauk linie Kagjü.
Osmý Karmapa měl dva výtečné žáky v Cchukla Thöngwa: Žamara rinpočheho a druhého Pawo rinpočheho. Žamarpa neúnavně realizoval každou cestu, která může vést k hlubšímu pochopení dharmy. Byl oslnivým žákem, který šířil dharmu na základě střídání velkých cyklů aktivity, učení a meditace. Když osmý karmapa opustil své tělo, zanechal po sobě dopis s přesnou předpovědí oznamující místo svého příštího znovuzrození, čímž usnadnil obtížný úkol s identifikací své deváté inkarnace. Pátý žamarpa se stal hlavním učitelem devátého Karmapy Wangčhuga Dordžeho. Během svého života napsal Könčhog Jönlag sedm známých textů o meditační praxi.